# Andrej Preston
Pour les articles homonymes, voir Preston.
Andrej Preston, surnommé Sloncek, est un Slovène qui a créé en 2002 le site Suprnova.org, l'un des tout  premiers annuaires en ligne de liens BitTorrent, très prisé des amateurs de partage de fichiers sur Internet.
Andrej Preston a fermé son site en décembre 2004 non sans avoir récolté une certaine somme auprès des utilisateurs du site en faisant espérer la non fermeture de celui-ci. Il conserve la propriété du nom de domaine. En août 2007, il a confié aux administrateurs du site The Pirate Bay le droit d'utiliser le nom Suprnova.org.